# Armand H. Cote
Armand Horace Cote (* 19. April 1909 in Central Falls, Rhode Island; † 28. April 1980 in Providence, Rhode Island) war ein US-amerikanischer Politiker. Zwischen 1957 und 1959 war er Vizegouverneur des Bundesstaates Rhode Island.

## Werdegang
Über die Jugend und Schulausbildung von Armand Cote ist nichts überliefert. Er wurde Mitglied der Demokratischen Partei. Zwischen 1934 und 1940 gehörte er dem Schulausschuss der Stadt Pawtucket an. Beruflich war er im Bankgewerbe tätig. Seit 1937 war er Präsident der Pawtucket Credit Union, 1977 wurde er deren Vorstandsvorsitzender. Von 1941 bis 1957 bekleidete er das Amt des  Secretary of State von Rhode Island. In den Jahren 1948 und 1960 nahm er als Delegierter an den Democratic National Conventions teil, auf denen Harry S. Truman und später John F. Kennedy als Präsidentschaftskandidaten nominiert wurden. 1952 war er Ersatzdelegierter zum Bundesparteitag der Demokraten.
Im Jahr 1956 wurde Cote an der Seite von Dennis J. Roberts zum Vizegouverneur von Rhode Island gewählt. Dieses Amt bekleidete er zwischen 1957 und 1959. Dabei war er Stellvertreter des Gouverneurs und Vorsitzender des Staatssenats. 1958 entbrannte ein politischer Kampf zwischen dem Gouverneur und seinem Stellvertreter um die Führung der Demokratischen Partei auf Staatsebene. Im Jahr 1960 unterlag Cote in den Gouverneursvorwahlen seiner Partei. Er starb am 28. April 1980 im Rhode Island Hospital in Providence.